# Kfar Jehošua
Kfar Jehošua (hebrejsky כְּפַר יְהוֹשֻׁעַ, doslova "Jehošuova vesnice", anglicky Kfar Yehoshua, v oficiálním seznamu sídel Kefar Yehoshua) je vesnice typu mošav v Izraeli, v Severním distriktu, v Oblastní radě Jizre'elské údolí.

## Geografie
Leží v nadmořské výšce 52 metrů na západním okraji Jizre'elského údolí, nedaleko pahorků Dolní Galileji, v oblasti s intenzivním zemědělstvím. Jihovýchodně od obce protéká řeka Kišon, do které tu ústí vádí Nachal ha-Šofet. Východně od mošavu se rozkládá letecká základna Ramat David.
Vesnice se nachází cca 15 kilometrů severozápadně od města Afula, cca 75 kilometrů severovýchodně od centra Tel Avivu a cca 22 kilometrů jihovýchodně od centra Haify. Kfar Jehošua obývají Židé, přičemž osídlení v tomto regionu je ryze židovské. Kopcovitá krajina s výrazným zastoupením obcí, které obývají izraelští Arabové, začíná až cca 5 kilometrů severním směrem odtud.
Kfar Jehošua je na dopravní síť napojen pomocí lokální silnice číslo 722, která na severu ústí do dálnice číslo 75, do níž má obec rovněž další přímé napojení (přes Ramat Jišaj). Poblíž obce prochází železniční trať v Jizre'elském údolí obnovená roku 2016, na níž zde funguje stanice Jokne'am – Kfar Jehošua.

## Dějiny

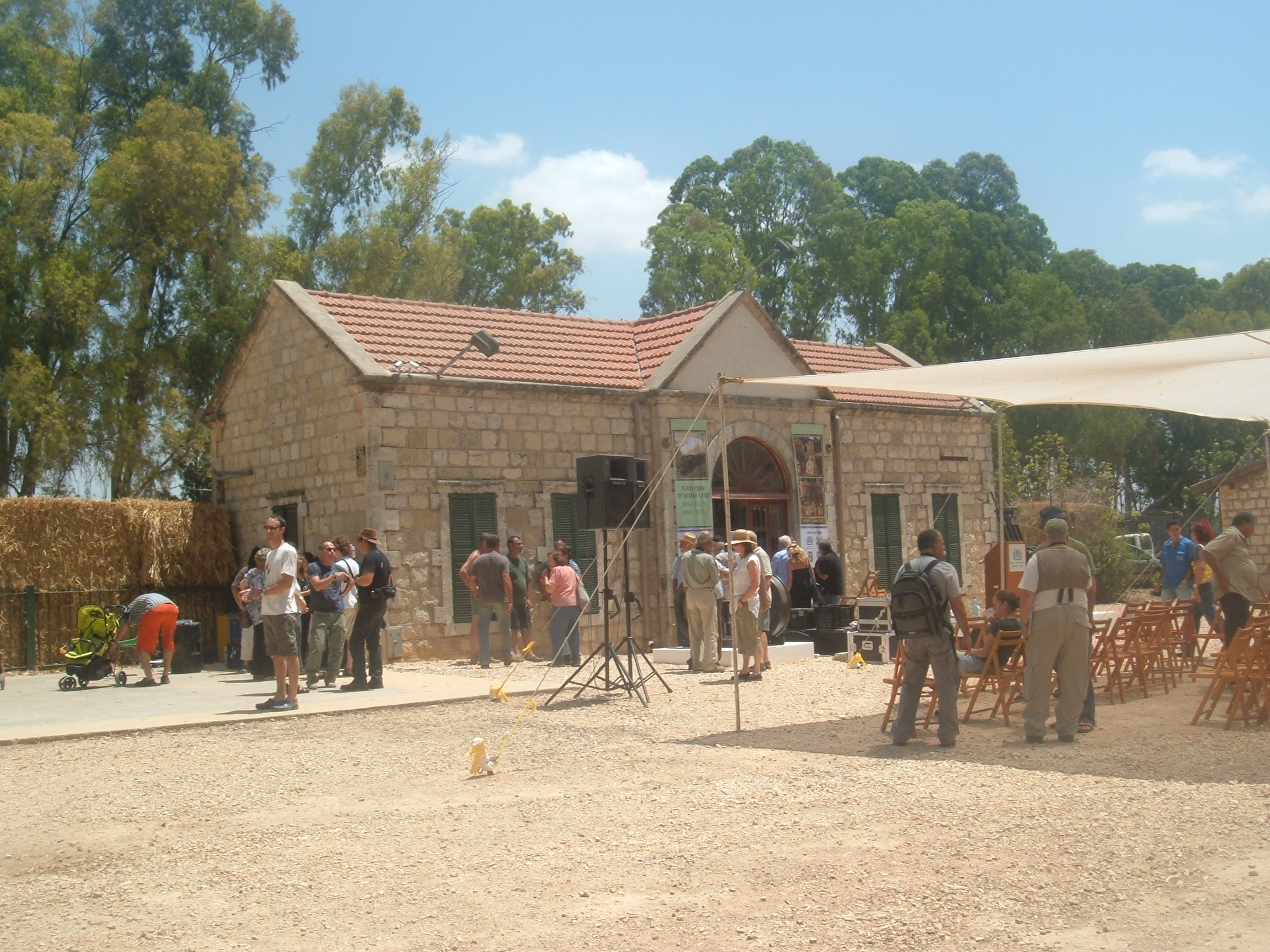
Areál bývalé železniční stanice v Kfar Jehošua

Kfar Jehošua byl založen v roce 1927. Jeho zakladateli byli židovští přistěhovalci, kteří do tehdejší mandátní Palestiny přišli v rámci třetí alije a kteří po nějaký čas pobývali v mošavu Nahalal. Jimi zřízená vesnice byla pojmenována podle Jehošuy Chankina, který na přelomu 19. a 20. století organizoval v Palestině výkupy pozemků do židovského majetku a jenž tak umožnil osidlování Jizre'elského údolí.
Vesnice byla navržena urbanistou a architektem Richardem Kauffmannem, který se již předtím podílel na kompozici nedalekého mošavu Nahalal (v případě Kfar Jehošua ale není kruhový koncept tak souměrný a přesný jako v Nahalalu).
Roku 1949 měla vesnice 584 obyvatel a rozlohu katastrálního území 10 132 dunamů (10,132 kilometrů čtverečních).

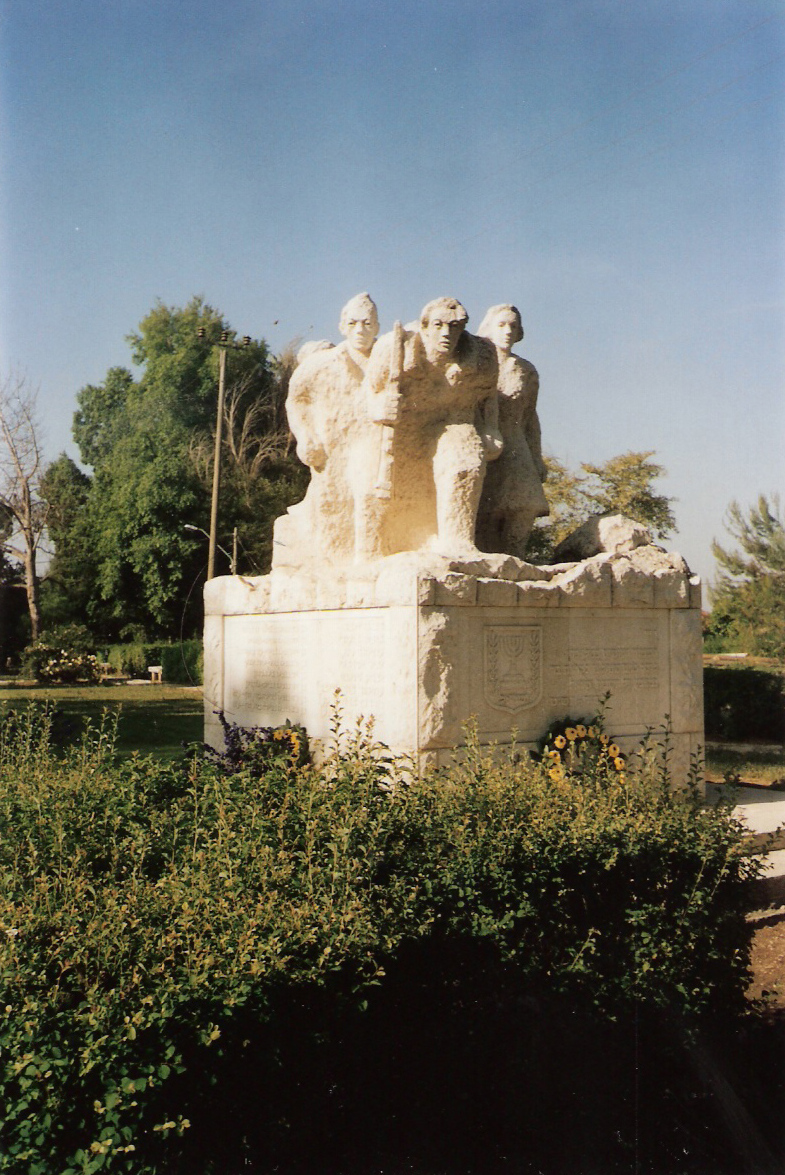
Pomník obětem války v Kfar Jehošua

Při svém založení byla vesnice organizována ekonomicky a sociálně jako výrazně kolektivní jednotka, na pomezí mošavu a kibucu. V roce 1998 procházel mošav organizační a ekonomickou krizí, v jejímž důsledku došlo k demontáži většiny kolektivních prvků v hospodaření vesnice.
Ekonomika Kfar Jehošua je založena zčásti na zemědělství a na průmyslu. Turistický ruch využívá dochované objekty železniční tratě, která tudy vedla dříve z Haify směrem do Sýrie. Budova původní železniční stanice byla roku 2005 zrekonstruována.
U vesnice vyrostla nová obytná čtvrť s 65 bytovými jednotkami. V Kfar Jehošua fungují zařízení předškolní péče o děti a základní škola, jež slouží i dětem z okolních vesnic. Dále je tu synagoga, obchod, plavecký bazén, knihovna a sportovní areály.

## Demografie
Obyvatelstvo mošavu Kfar Jehošua je sekulární. Podle údajů z roku 2014 tvořili naprostou většinu obyvatel v Kfar Jehošua Židé (včetně statistické kategorie "ostatní", která zahrnuje nearabské obyvatele židovského původu ale bez formální příslušnosti k židovskému náboženství).
Jde o menší sídlo vesnického typu s dlouhodobě rostoucí populací. K 31. prosinci 2014 zde žilo 1090 lidí. Během roku 2014 populace stoupla o 0,9 %.
| Rok            | 1948 | 1949 | 1961 | 1972 | 1983 | 1995 | 2001 | 2003 | 2004 | 2005 | 2006 | 2007 | 2008 | 2009 | 2010 | 2011 | 2012 | 2013 | 2014 |
| -------------- | ---- | ---- | ---- | ---- | ---- | ---- | ---- | ---- | ---- | ---- | ---- | ---- | ---- | ---- | ---- | ---- | ---- | ---- | ---- |
| Počet obyvatel | 616  | 584  | 640  | 660  | 592  | 583  | 654  | 692  | 707  | 723  | 732  | 769  | 808  | 927  | 972  | 1012 | 1069 | 1080 | 1090 |